# Simona Izzo
Simona Izzo (* 22. April 1953 in Rom) ist eine italienische Drehbuchautorin, Filmregisseurin und Schauspielerin.

## Leben
Izzo, Zwillingsschwester von Rossella und Tochter des Synchronregisseurs Renato Izzo war wie ihre Schwester als Synchronsprecherin aktiv und begann in den 1980er Jahren als Schauspielerin beim Fernsehen, wo sie neben Maurizio Costanzo in der Sitcom Orazio erfolgreich war. 1987 wandte sie sich auch dem Kino zu, inszenierte mit ihrer Schwester das Debüt Parole e baci und schrieb etliche Drehbücher, mehrmals für Ricky Tognazzi. Ihre eigenen Filme hatten oft komödiantische Themen und waren beim Publikum erfolgreich. Maniaci sentimentali aus dem Jahr 1994 erhielt einen David di Donatello.
Von 1983 bis 1986 lebte sie mit Maurizio Costanzo zusammen.

## Filmografie (Auswahl)
- 1987: Parole e baci (Ko-Regie)
- 1994: Maniaci sentimentali
- 1997: L'amore delle donne
- 1997: Camere da letto
- 2003: Io no
- 2007: Tutte le donne della mia vita

### Drehbuch
- 1987: Das Chaoten-Duo (Arrivederci e grazie)
- 1989: Kleine Mißverständnisse (Piccoli equivoci)
- 1990: Blutiger Sonntag (Ultrà)
- 1992: Die Eskorte (La scorta)
- 2003: Johannes XXIII – Für eine Welt in Frieden (Il papa buono)